# Ramón Arias
Ramón Ginés "Cachila" Arias Quinteros (ur. 27 lipca 1992 w Montevideo) – urugwajski piłkarz pochodzenia włoskiego występujący na pozycji środkowego lub prawego obrońcy, obecnie zawodnik meksykańskiej Puebli. Jego kuzyn Maximiliano Arias również jest piłkarzem.

## Kariera klubowa
Arias pochodzi ze stołecznego miasta Montevideo i jest wychowankiem akademii juniorskiej tamtejszego klubu Defensor Sporting. Do pierwszej drużyny został włączony jako osiemnastolatek przez tymczasowego szkoleniowca Manuela Pettinaroliego i w urugwajskiej Primera División zadebiutował 27 lutego 2011 w wygranym 1:0 spotkaniu z Montevideo Wanderers. W końcówce tej konfrontacji zdobył również swojego pierwszego gola w seniorskiej karierze, zapewniając zwycięstwo Defensorowi. Już w swoim debiutanckim sezonie 2010/2011 zdobył ze swoją ekipą tytuł wicemistrza Urugwaju, a bezpośrednio po tym sukcesie, mimo młodego wieku, wywalczył sobie niepodważalną pozycję w linii defensywy. Podczas rozgrywek 2012/2013 po raz kolejny wywalczył wicemistrzostwo kraju, zaś ogółem barwy Defensora reprezentował przez niecałe pięć lat.
Latem 2015 Arias na zasadzie wypożyczenia przeniósł się do meksykańskiego klubu Puebla FC. W tamtejszej Liga MX zadebiutował 23 sierpnia 2015 w wygranym 3:2 meczu z Pachucą, zaś 24 stycznia 2016 w ligowym pojedynku z Pumas UNAM (1:0) został bohaterem niecodziennej sytuacji – w 85. minucie zastąpił na pozycji bramkarza wyrzuconego z boiska Cristiana Campestriniego i popisał się kilkoma wysokiej klasy interwencjami, dzięki którym jego zespół zdołał wygrać spotkanie.
| Sezon     | Klub              | Kraj    | Rozgrywki        | Mecze | Bramki |
| --------- | ----------------- | ------- | ---------------- | ----- | ------ |
| 2010/2011 | Defensor Sporting | Urugwaj | Primera División | 7     | 1      |
| 2011/2012 | Defensor Sporting | Urugwaj | Primera División | 30    | 1      |
| 2012/2013 | Defensor Sporting | Urugwaj | Primera División | 27    | 2      |
| 2013/2014 | Defensor Sporting | Urugwaj | Primera División | 21    | 1      |
| 2014/2015 | Defensor Sporting | Urugwaj | Primera División | 27    | 1      |
| 2015/2016 | Puebla FC         | Meksyk  | Liga MX          |       |        |

## Kariera reprezentacyjna
W 2009 roku Arias został powołany przez szkoleniowca Rolanda Marcenaro do reprezentacji Urugwaju U-17 na Mistrzostwa Ameryki Południowej U-17. Na chilijskich boiskach pełnił rolę podstawowego obrońcy drużyny – rozegrał wówczas pięć z siedmiu możliwych meczów, z czego cztery w wyjściowym składzie, zdobywając gola w spotkaniu rundy finałowej z Kolumbią (2:0). Jego kadra zajęła natomiast trzecie miejsce w rozgrywkach. Pięć miesięcy później znalazł się w składzie na Mistrzostwa Świata U-17 w Nigerii, gdzie również miał pewne miejsce w składzie i wystąpił w czterech z pięciu spotkań (we wszystkich w pełnym wymiarze czasowym). Urugwajczycy odpadli wówczas z juniorskiego mundialu w ćwierćfinale, ulegając w nim po serii rzutów karnych Hiszpanii (3:3, 2:4 k).
W 2011 roku Arias w barwach reprezentacji Urugwaju U-20 prowadzonej przez Juana Verzeriego wziął udział w Mistrzostwach Ameryki Południowej U-20. Pojawił się wówczas na boisku pięć razy (trzykrotnie w wyjściowym składzie) na dziewięć możliwych meczów, zaś jego drużyna podczas rozgrywanego w Peru turnieju uplasowała się na drugiej lokacie. W tym samym roku został powołany na Mistrzostwa Świata U-20 w Kolumbii, podczas których był jednym z podstawowych graczy urugwajskiej ekipy; rozegrał dwa z trzech spotkań (obydwa od pierwszej do ostatniej minuty), lecz jego kadra na młodzieżowym mundialu spisała się znacznie poniżej oczekiwań – z bilansem dwóch remisów i porażki zajęła ostatnie miejsce w grupie i nie zdołała zakwalifikować się do fazy pucharowej.
W 2012 roku Arias znalazł się w ogłoszonym przez selekcjonera Óscara Tabáreza składzie reprezentacji Urugwaju U-23 na Igrzyska Olimpijskie w Londynie, będąc wówczas najmłodszym graczem w kadrze drużyny. Mimo to rozegrał w pełnym wymiarze czasowym wszystkie trzy spotkania, będąc kluczowym ogniwem defensywy, natomiast Urugwajczycy, mający wówczas w składzie graczy takich jak Gastón Ramírez, Nicolás Lodeiro, Edinson Cavani czy Luis Suárez, zakończyli swój udział w męskim turnieju piłkarskim już w fazie grupowej.